# 張新詔
張新詔（1584年—?），字憲明，號積水，山東莱州府掖縣人，匠籍。

## 生平
万历三十四年（1606年）丙午科山东乡试第三名舉人，三十五年（1607年）丁未科进士，除知滑縣，新黉宫，飭祭器，修滑伯祠，表孝子廬，循聲冠三辅。擢雲南道御史，時三帥陷没，中外震駭，疏請發帑用人，并逮治楊鎬、李如松罪，又論方從哲依違誤國状。再監京、通二倉，陳八事，漕政一新。銓司陸某無缺補官，露章糾之，反覆數千言。天启改元，巡按浙江，升河南僉事，以終養歸。

## 家族
曾祖张嵩。祖父张世安，大使。父张大翼。前母高氏，母毛氏。严侍下。兄新教。弟新志、新德、新謨、新寵。